# Iftikhar al-Dawla
Iftikhār al-Dawla, in arabo إفتخار الدولة‎? ("orgoglio della dinastia"; fl. XI-XII secolo), fu il governatore fatimide di Gerusalemme durante l'assedio del 1099.

## Scenario
La città di Gerusalemme e la Palestina avevano fatto parte del califfato fatimide fino al 1078 quando, durante il regno di al-Mustanṣir bi-llāh, il sultano turco selgiuchide Tutush strappò loro la città sconfiggendo il vizir Badr al-Jamali e, nel 1086, nominò Artuq governatore di Gerusalemme.
I Fatimidi speravano in una rivincita ed il visir fatimide al-Afdal Shahanshah, figlio di al-Badr al-Jamālī, decise di organizzare la riconquista della Palestina.
Egli approfittò dell'odio che opponeva i due figli di Tutush: Ridwān, re di Aleppo e Duqāq, re di Damasco, per allearsi, nel gennaio 1097, al primo contro il secondo, che era anche signore di Gerusalemme. Nel maggio 1097 il visir prese Tiro ma gli Artuqidi, che governavano Gerusalemme per conto del re di Damasco, impedirono a Ridwān d'attaccare Damasco ed interruppero la campagna egiziana in Palestina.
L'arrivo della prima Crociata offrì agli egiziani una nuova occasione: dall'ottobre 1097 al giugno 1098 i Crociati assediarono Antiochia, monopolizzando l'attenzione delle forze selgiuchidi e al-Afdal Shāhanshāh intraprese una nuova campagna, nel corso dell'estate del 1098 pose sotto assedio Gerusalemme che si arrese il 26 agosto 1098.
Egli consentì a Soqman ibn Artuq, il governatore artuqide della città, di raggiungere liberamente Damasco e affidò la città ad uno dei suoi ufficiali, Iftikhār al-Dawla.

## Biografia
Si conosce poco su Iftikhār al-Dawla, egli è menzionato come governatore di Ascalona successivamente alla caduta di Gerusalemme, il che suggerisce che egli fosse il governatore fatimide dell'intera Palestina.
Il cronachista siriano Barebreo si riferisce a lui come "un uomo proveniente dalla parte degli Egiziani," il che potrebbe indicare che egli fosse di origini nubiane o sudanesi, poiché uomini di origini arabe o turche non erano generalmente indicati come tali.
L'autobiografia di Usama ibn Munqidh menziona un emiro dei locali castelli di Abu Qubays Qadmus e Kaff al-Jaa chiamato Iftikhār al-Dawla, la cui sorella era sposata con lo zio di Usama, il governante di Shayzar.

### Difesa di Gerusalemme
Iftikhār al-Dawla aveva una forte guarnigione di truppe arabe e sudanesi e le mura della città erano in buone condizioni.
Quando seppe che i Crociati avevano lasciato Antiochia, nel gennaio 1099 per riprendere la strada di Gerusalemme, preparò rapidamente la città per la difesa: fece riempire tutti i pozzi e avvelenare le sorgenti, spostò il bestiame dai pascoli dentro le mura della città e inviò in Egitto una richiesta urgente di rinforzi.
Ordinò poi che tutti i cristiani, quindi la maggioranza della popolazione, lasciassero la città, ma consentì agli ebrei di restare all'interno.
Sebbene la guarnigione fosse ben rifornita non era abbastanza numerosa per presidiare tutte le mura e fu sopraffatta dopo sei settimane d'assedio.
Il 15 luglio Iftikhār al-Dawla si ritirò nella Torre di Davide che presto consegnò a Raimondo di Saint-Gilles, in cambio fu scortato fuori dalla città con la sua guardia del corpo e condotto sano a salvo ad Ascalona, da dove raggiunse l'Egitto.
Secondo La perfezione nella storia (al-Kāmil fī l-ta'rīkh) di ʿAlī Ibn al-Athīr, scritta attorno al 1232, i Crociati uccisero la spropositata cifra di 70.000 persone nella Moschea al-Aqsa e spogliarono la Cupola della Roccia di grandi quantità di argento ed oro.